# Рапото III (Ортенбург)
Рапото III (нем. Rapoto III.; ум. 4 июня 1248) — граф фон Крайбург-Марквартштайн, последний пфальцграф Баварии с 1231 года. Сын Рапото II.

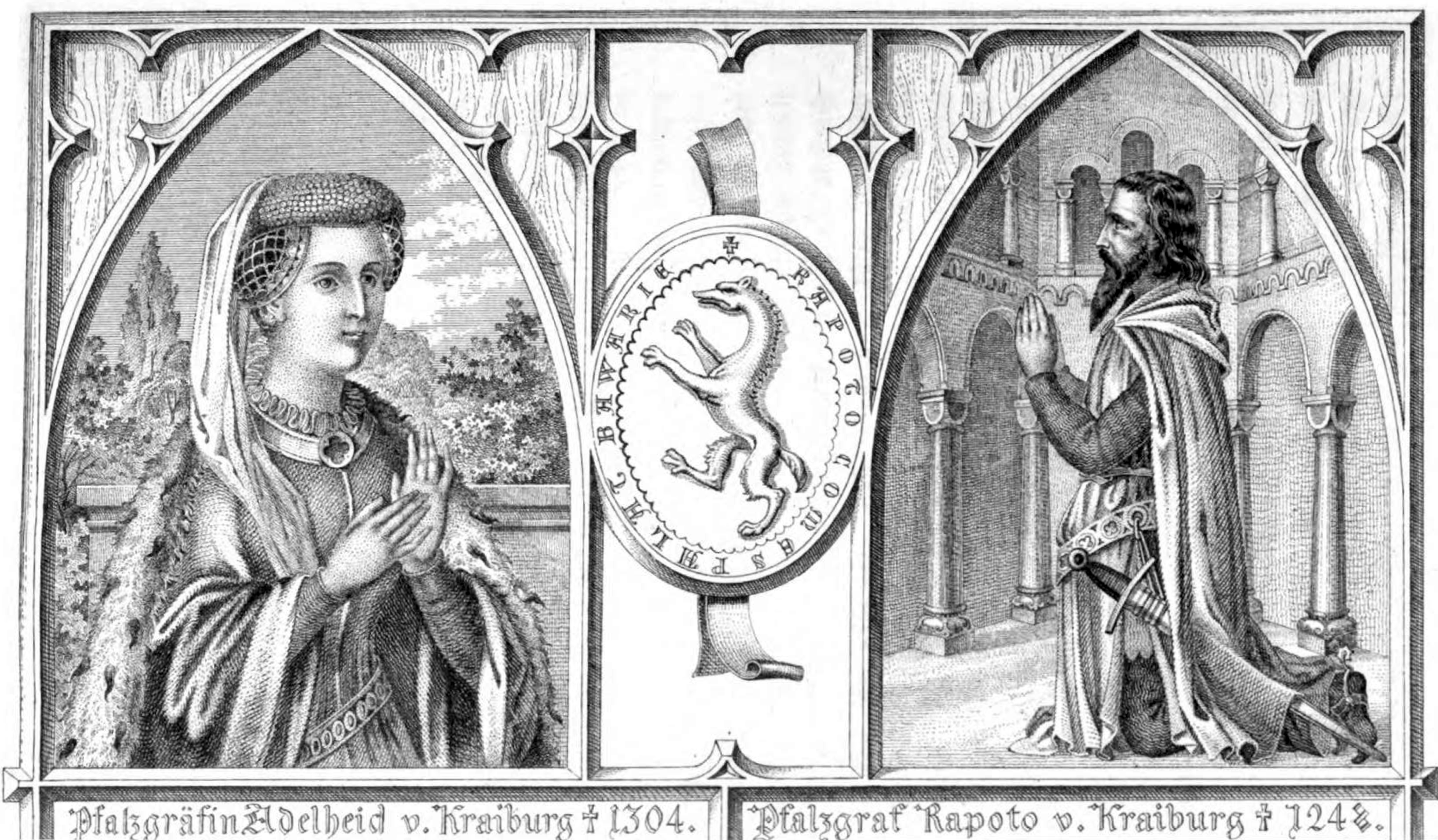
Рапото III и его жена Адельгейда

После смерти отца унаследовал его владения, простиравшиеся от Донау до Бриксентау (Тироль). Своими резиденциями выбрал Крайбург и Грисбах.
В 1236 году вместе со своим дядей Генрихом I — графом фон Ортенбург, и герцогом Баварии Оттоном II вступил в войну против австрийского герцога Фридриха II. Их поддержал император Фридрих II, благодаря чему в 1237 году они одержали победу.

Графство Ортенбург (сверху зелёным цветом)

В 1239 году Рапото III вступил в вооружённую борьбу с епископом Регенсбурга Зигфридом за право сбора таможенных платежей в городах Хильгартсберг и Фильсхофен. Попав в плен к епископу, был вынужден уступить ему свои владения в Тироле.
Рапото III умер в 1248 году. С его смертью пресеклась пфальцграфская линия рода Ортенбург. Владения унаследовали дочь с зятем. Титул пфальцграфа Баварии был упразднён.
Жена — Адельгейда фон Цоллерн, дочь бургграфа Конрада фон Цоллерн. Единственный ребёнок:
- Елизавета, муж — Хартман I фон Верденберг.